# کیشت (بایرن)
کیشت (به آلمانی: Kist) یک شهر در آلمان است که در Würzburg واقع شده‌است.